# OM System OM-1
OM System OM-1 — флагманский беззеркальный цифровой фотоаппарат компании OM Digital Solutions на базе системы Micro Four Thirds (MFT). Первая цифровая камера, созданная OM Digital Solutions после приобретения ею у Olympus в 2021 году подразделения фотоаппаратов, аудиорегистраторов и биноклей. Анонсирован 15 февраля 2022 года, продажи начались в марте.
Модель получила награду TIPA 2024 в номинации «лучшая MFT-камера».
30 января 2024 года было объявлено о выпуске второй ревизии камеры — OM System OM-1 Mark II, продажи которой начались в марте.

## Предыстория
OM System OM-1 была призвана заменить Olympus OM-D E-M1 Mark III и Olympus OM-D E-M1X в качестве флагманской модели. После смены владельцев бизнеса по производству камер на OM Digital Solutions, компания решила повторить успех легендарной модели, выпустив первую камеру под брендом OM System, назвав её OM-1.
Несмотря на то, что OM-1 больше не является продуктом Olympus, на передней, панели электронного видоискателя по-прежнему располагается логотип Olympus. Исключение сделано в честь 50-летия оригинальной модели Olympus OM-1, первой в серии OM. Это был единственный раз, когда бренд Olympus будет использоваться в названии новой серии, что делает эту камеру особенной.
Оригинальная плёночная 35-мм зеркальная камера Olympus OM-1 появилась в 1972 году. Революционное уменьшение размеров данной камеры привело к тому, что Olympus стала важным игроком на рынке фотокамер. К концу 1970-х годов Olympus вошла в «большую пятёрку» японских производителей фотоаппаратов наряду с Canon, Minolta, Nikon и Pentax. Компактный дизайн Ёсихиса Майтани, который был достигнут в основном за счёт механических решений (в то время микрочипы ещё не использовались широко), задал тенденцию к созданию более компактных 35-мм зеркальных камер. Olympus долгие годы пользовалась славой, которую принёс ей OM-1.

## Характеристики
Основные спецификации OM System OM-1:
- Матрица: 20,4 Мп BSI Live MOS
- Процессор: TruePic X
- Система автофокуса: 1053 точек X-образного типа
- Диапозон ISO: от 80 до 102400
- Стабилизация изображения: 5-осевая IBIS, 7 стопов (только корпус) или 8 стопов (совместимые объективы)
- Максимальный разрешение: 5184 x 3888 (стандартное разрешение 20,4 МП), 8160 x 6120 (50-мегапиксельная ручная съёмка в высоком разрешении), 10368 x 7776 (80-мегапиксельная съёмка со штатива в высоком разрешении)
- Видео: 4K (UHD или DCI) до 60 кадров в секунду (H.264, H.265), 1080p до 240 кадров в секунду (H.264)
- Скорость съёмки: до 120 кадров в секунду
- Защита от пыли и воды: IP53
- Поддержка карт памяти: два слота с поддержкой SD/SDHC/SDXC, UHS-II
- Подключение: Wi-Fi 2,4 ГГц, Bluetooth, USB, разъём для наушников, разъём для микрофона, разъём дистанционного управления

## Технические особенности
Как и у предыдущей модели Olympus OM-D E-M1 Mark III, корпус камеры изготовлен из магниевого сплава и оснащён поворотно-складным сенсорным экраном, электронным видоискателем с диоптрийной компенсацией и горячим башмаком.
Расположение органов управления также практически не изменилось. Электронный видоискатель содержит оптику большего увеличения, чем в Olympus OM-D E-M1X, но количество пикселей увеличено с 2,36 миллиона до 5,76 миллиона. Разрешение экрана увеличено с 1,037 до 1,62 миллиона пикселей. Встроенный цифровой фильтр нейтральной плотности позволяет работать с очень длительной выдержкой. Его силу можно регулировать от одного до шести ступеней диафрагмы (ND64).
Впервые за долгое время произошло существенное обновление сенсора MFT. Благодаря использованию многоуровневой компоновки BSI увеличивается производительность, в частности более высокую скорость считывания, улучшенный динамический диапазон и более низкий уровень шума.
Система автофокусировки с сочетанием фазового определения TTL и измерения контрастности также была значительно усовершенствована по сравнению с камерами Olympus. Количество точек измерения фокуса было увеличено со 121 до 1053, а распознавание объектов улучшено за счёт использования более мощного процессора изображений TruePic X. Камера распознаёт человеческие лица и глаза, а также предлагает специальные режимы для фокусировки на транспортных средствах, самолётах и поездах, а также на различных видах животных, включая собак, кошек и птиц (на практике автофокусировка при обнаружении объектов работает и на других видах животных).
Как и ранее, камерой можно управлять со смартфона или компьютера через Wi-Fi. Имеется поддержка Bluetooth, которая ранее была представлена в Olympus OM-D E-M1X.

## Отличия от предыдущих моделей
OM System OM-1 предлагает значительные улучшения по сравнению с предыдущими флагманами Olympus OM-D E-M1 Mark III (2020) и Olympus OM-D E-M1X (2019), особенно в плане автофокуса, видео и качества изображения. Новая матрица обеспечивает улучшенное качество изображения и высокую чувствительность ISO; процессор TruePic X обеспечивает высокую скорость обработки и серийной съёмки; более продвинутая система стабилизации до 8 ступеней; значительно увеличено количество точек автофокуса (1053 против 121), что улучшает точность и скорость фокусировки; поддержка съёмки видео в 4K DCI до 60 кадров в секунду с 10-битным цветом, что превосходит возможности предыдущих моделей; видоискатель с разрешением 5.76 млн точек значительно выше, чем у предшественников.
| Характеристика                | Olympus OM-D E-M1X               | OM-D E-M1 Mark III               | OM System OM-1                          |
| ----------------------------- | -------------------------------- | -------------------------------- | --------------------------------------- |
| Дата выхода                   | 2019                             | 2020                             | 2022                                    |
| Матрица                       | 20.4 МП Live MOS                 | 20.4 МП Live MOS                 | 20.4 МП Stacked BSI Live MOS            |
| Процессор                     | Dual TruePic VIII                | TruePic IX                       | TruePic X                               |
| Фазовый автофокус             | Да                               | Да                               | Да                                      |
| Стабилизация изображения      | До 7.5 ступеней (с Sync IS)      | До 7.5 ступеней (с Sync IS)      | До 8 ступеней (с Sync IS)               |
| Диапазон чувствительности ISO | 200—25600                        | 200—25600                        | 80—102400                               |
| Скорость серийной съёмки      | 18 кадров/сек (AF/AE)            | 18 кадров/сек (AF/AE)            | 50 кадров/сек (AF/AE)                   |
| Автофокус                     | 121-точечная фазовая система     | 121-точечная фазовая система     | 1053-точечная кросс-тип фазовая система |
| Видео                         | 4K UHD до 30 кадров/сек          | 4K UHD до 30 кадров/сек          | 4K DCI до 60 кадров/сек, 10-bit         |
| Видоискатель                  | OLED, 2.36 млн точек             | OLED, 2.36 млн точек             | OLED, 5.76 млн точек                    |
| Экран                         | 3.0", поворотный, 1.04 млн точек | 3.0", поворотный, 1.04 млн точек | 3.0", поворотный, 1.62 млн точек        |
| Батарея                       | 2×BLH-1                          | BLH-1                            | BLX-1                                   |
| Защита от погодных условий    | IPX1                             | IPX1                             | IP53                                    |
| Разъёмы для карт памяти       | 2×SD UHS-II                      | 2×SD UHS-II                      | 2×SD UHS-II                             |
| Вес                           | 997 г (с двумя батареями)        | 580 г                            | 599 г                                   |

## Оценки
По мнению Digital Photography Review, OM System OM-1, вероятно, лучшая универсальная камера MFT на сегодняшний день. Камера сочетает в себе скорость, значительно улучшенный автофокус, более детализированное видео, стабилизацию и защиту от непогоды, что делает эту камеру мощным универсалом с особыми преимуществами для съёмки дикой природы. Отмечаются следующие положительные стороны:
- отличное качество изображения для формата MFT;
- хороший динамический диапазон для сенсора данного размера;
- съёмка 50 кадров в секунду с полным автофокусом;
- быстрый и отзывчивый автофокус;
- режимы автофокусировки с обнаружением объекта работают хорошо;
- впечатляющая 10-битная съёмка 4K в сочетании с мощной стабилизацией;
- хороший уровень настройки;
- интересный набор мультирежимов для конкретных сценариев съёмки;
- может работать или заряжаться через USB.

В качестве недостатков приводятся следующие:
- работа следящего автофокуса AF-C по-прежнему разочаровывает;
- функции автофокусировки плохо интегрированы в интерфейс (например, выбор лица отделён от выбора точки автофокусировки);
- 8-битное видео гораздо менее детализировано, чем 10-битной вариант;
- двухпозиционный рычаг на задней панели камеры не настраивается должным образом;
- отсутствие коррекции движения в ручном режиме высокого разрешения;
- отсутствие зарядного устройства в комплекте.

## Версии прошивок
Для OM System OM-1 выпущено несколько прошивок, которые повышают производительность и исправляют проблемы. Так, в последней на осень 2024 года прошивки 1.7 появились улучшения, связанный с автофокусом.
Для обновления прошивки необходимо программное обеспечение OM Workspace или мобильное приложение OI.Share App. Откат к предыдущим версиям прошивки невозможен.
| Версия | Исправления |
| ------ | --- |
| 1.1    | - Улучшена стабильность соединения с монитором-рекордером Atomos Ninja - Исправлены следующие проблемы: - Камера зависает при фокусировке в следующих условиях: - Режим съёмки: все режимы фотосъёмки - Режим фокусировки: S-AF+MF, C-AF+MF, Звёздный AF+MF, MF (AF вкл.) - Частота кадров: высокая частота кадров - Окружающая среда: тёмная среда - Эксплуатация: при съёмке в режиме электронного видоискателя включите автофокусировку.                                                                    |
| 1.2    | - Улучшена производительность C-AF при съёмке неподвижных изображений. - Улучшена стабильность видеосъёмки. |
| 1.3    | - Оптимизирована работа автофокуса при установке объектива M.ZUIKO DIGITAL ED 90mm F3.5 Macro IS PRO. - Улучшена производительность C-AF при съёмке неподвижных изображений. - Улучшена производительность C-AF при записи видео. - Повышена стабильность других функций. |
| 1.4    | - Повышена стабильность работы при съёмке видео. - Повышена стабильность других функций. |
| 1.5    | - Повышена стабильность работы при съёмке с компенсацией трапецеидальных искажений. - Повышена стабильность работы автофокуса при съёмке видео. |
| 1.6    | - Повышена стабильность некоторых функций. - При подключении смартфона теперь можно выбирать уровень безопасности Wi-Fi подключения |
| 1.7    | - Улучшение режима автофокусировки All-Target: улучшение производительности АФ с режимом All-Target в S-AF и C-AF. Оптимизированна настройка положения фокуса, когда область АФ установлена на все цели. - Улучшение работы меню: кнопка удаления/корзины теперь может использоваться как ярлык доступа к меню, что упрощает работу правой рукой. - Улучшение съёмки с рук в высоком разрешении: улучшенный алгоритм композиции для съёмки с рук в высоком разрешении. - Повышена стабильность других функций. |

## Официальные аксессуары
- Дополнительная рукоятка — HLD-10 Power Battery Holder
- Барарея BLX-1 Lithium Ion Rechargeable Battery
- Зарядное устройство BCX-1 Lithium Ion Battery Charger
- Спусковое устройство RW-WR1 Wireless Remote Control

## Галерея

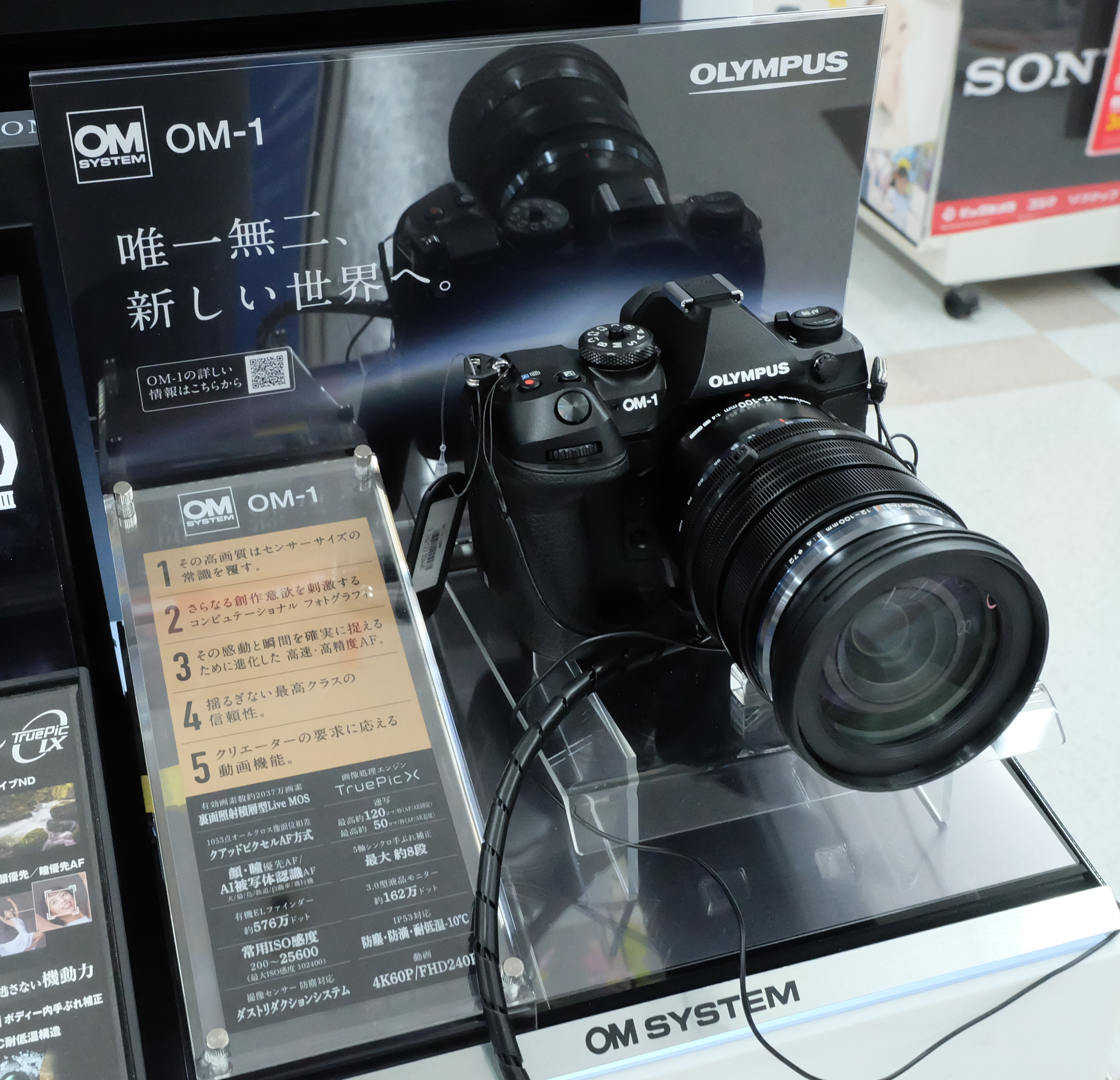
OM System OM-1 с объективом Olympus M.Zuiko Digital ED 12‑100 1:4.0 IS PRO
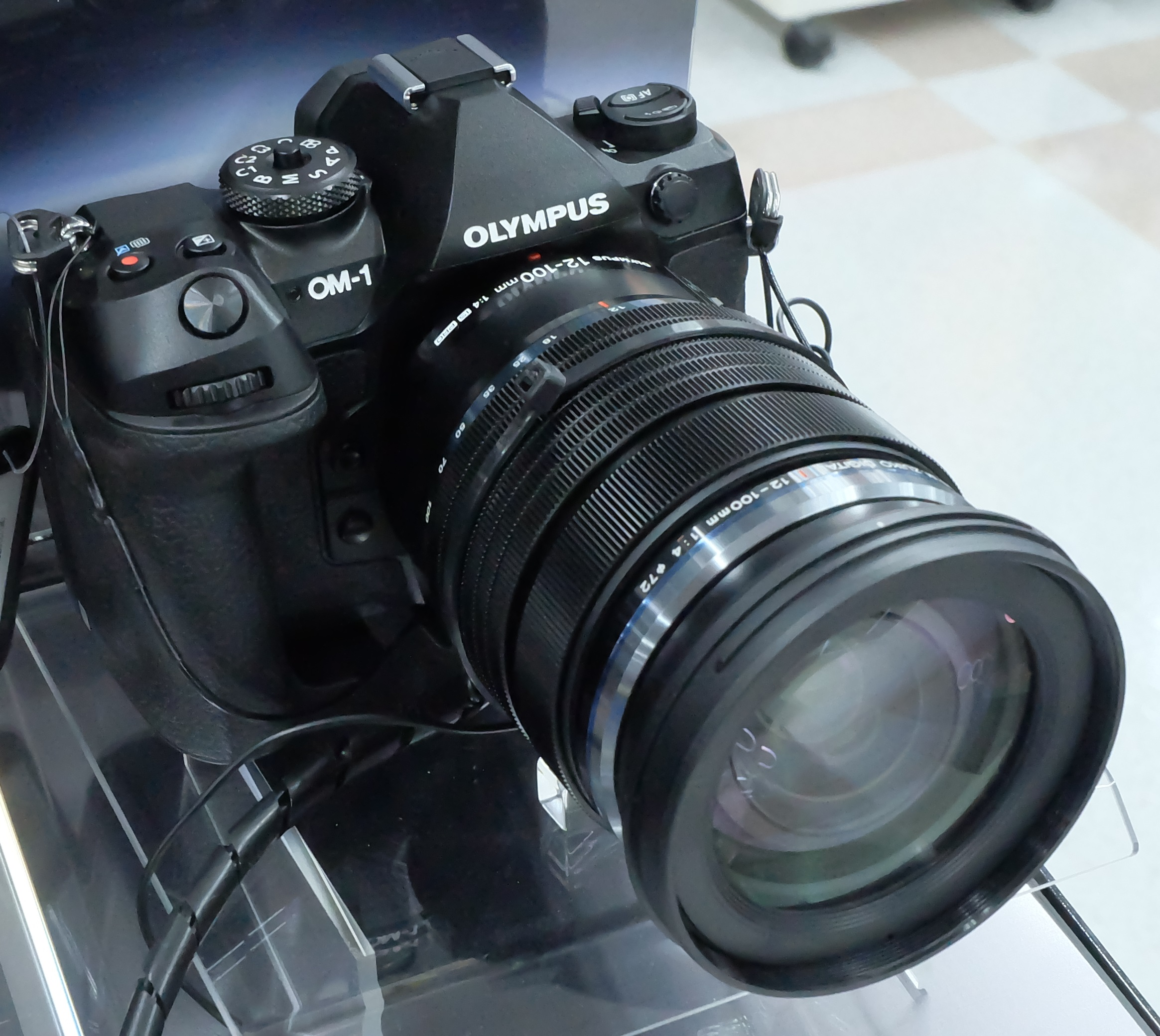
OM System OM-1 с объективом Olympus M.Zuiko Digital ED 12‑100 1:4.0 IS PRO
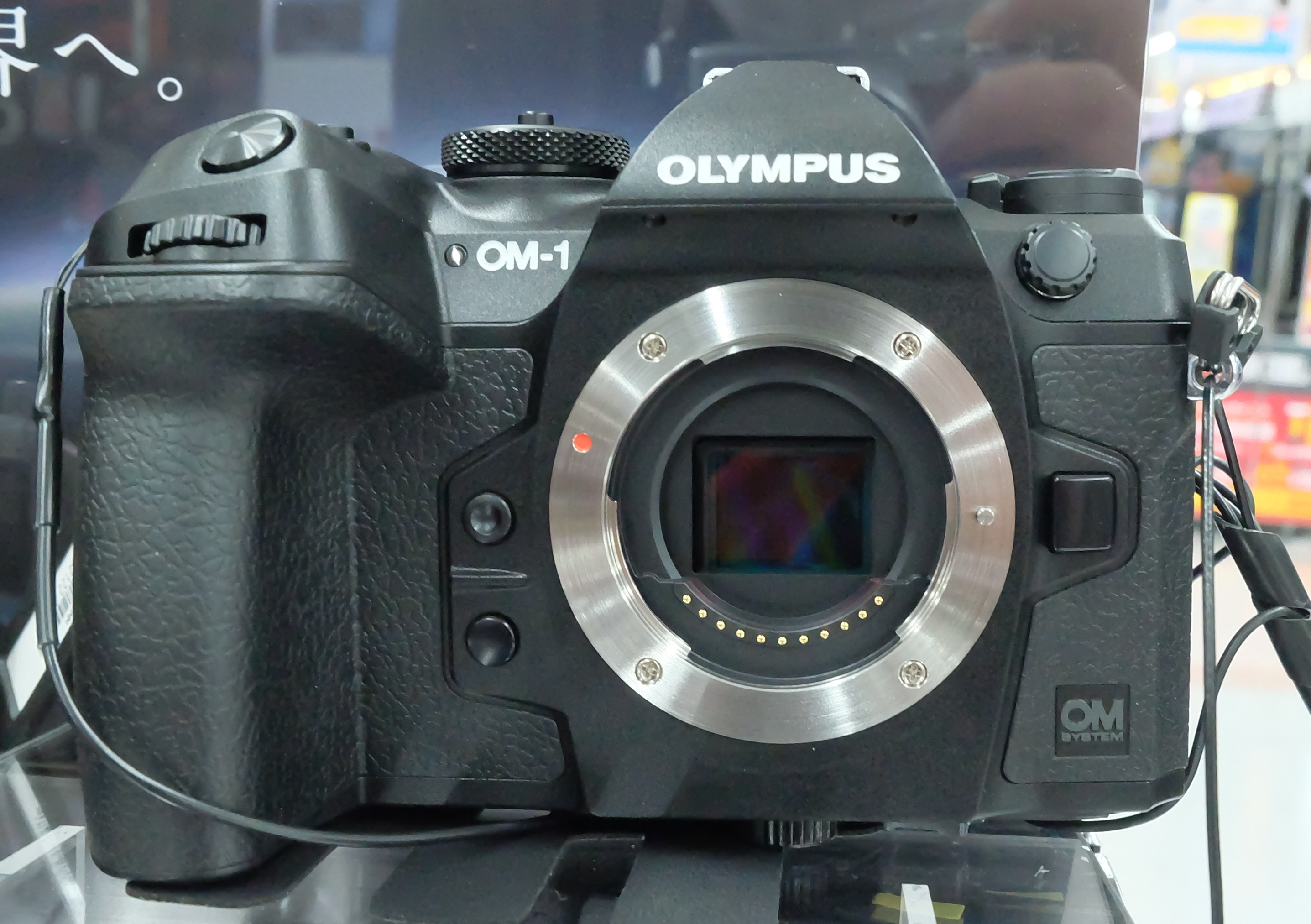
OM System OM-1, вид спереди без объектива
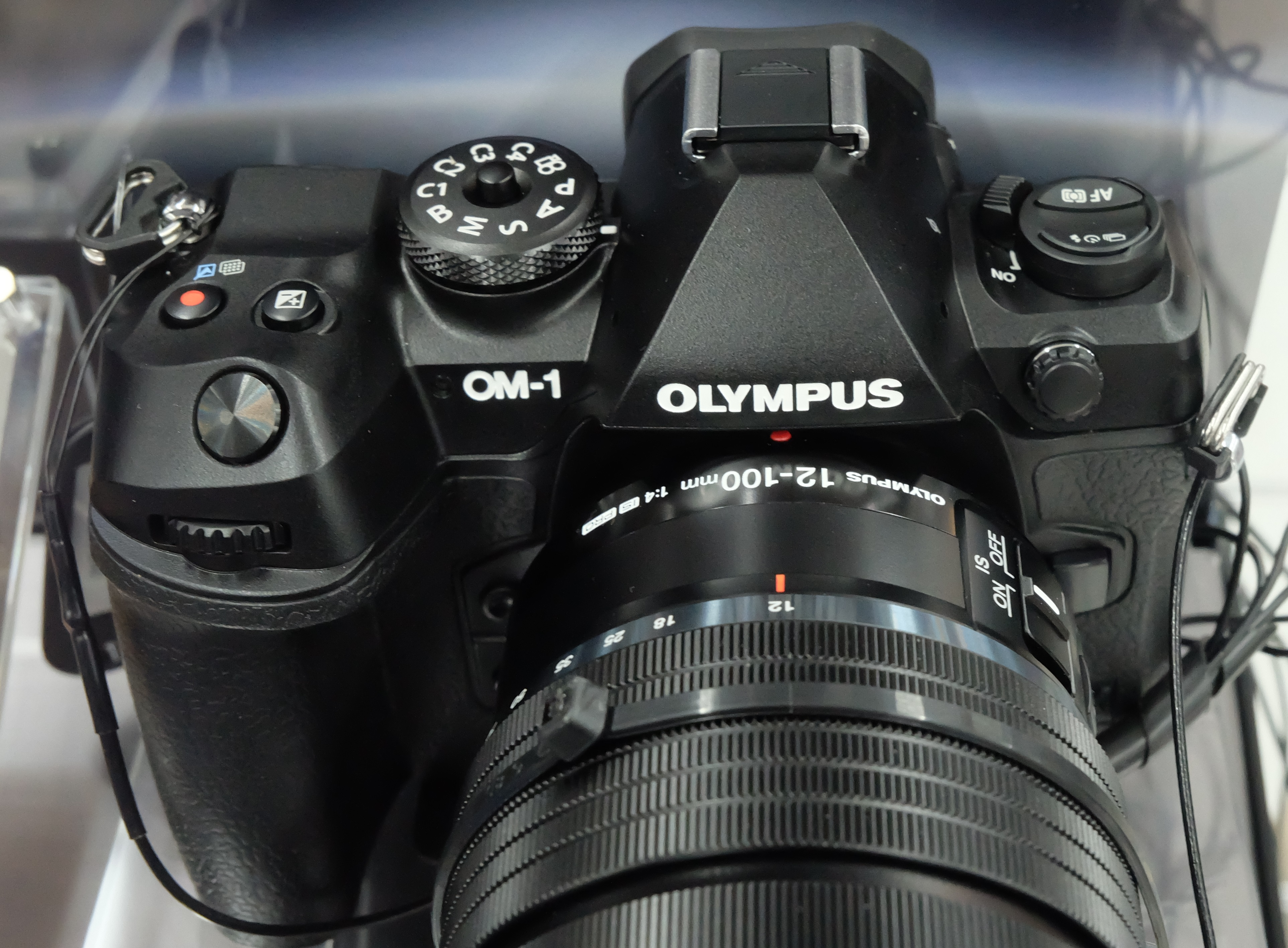
OM System OM-1, вид сверху
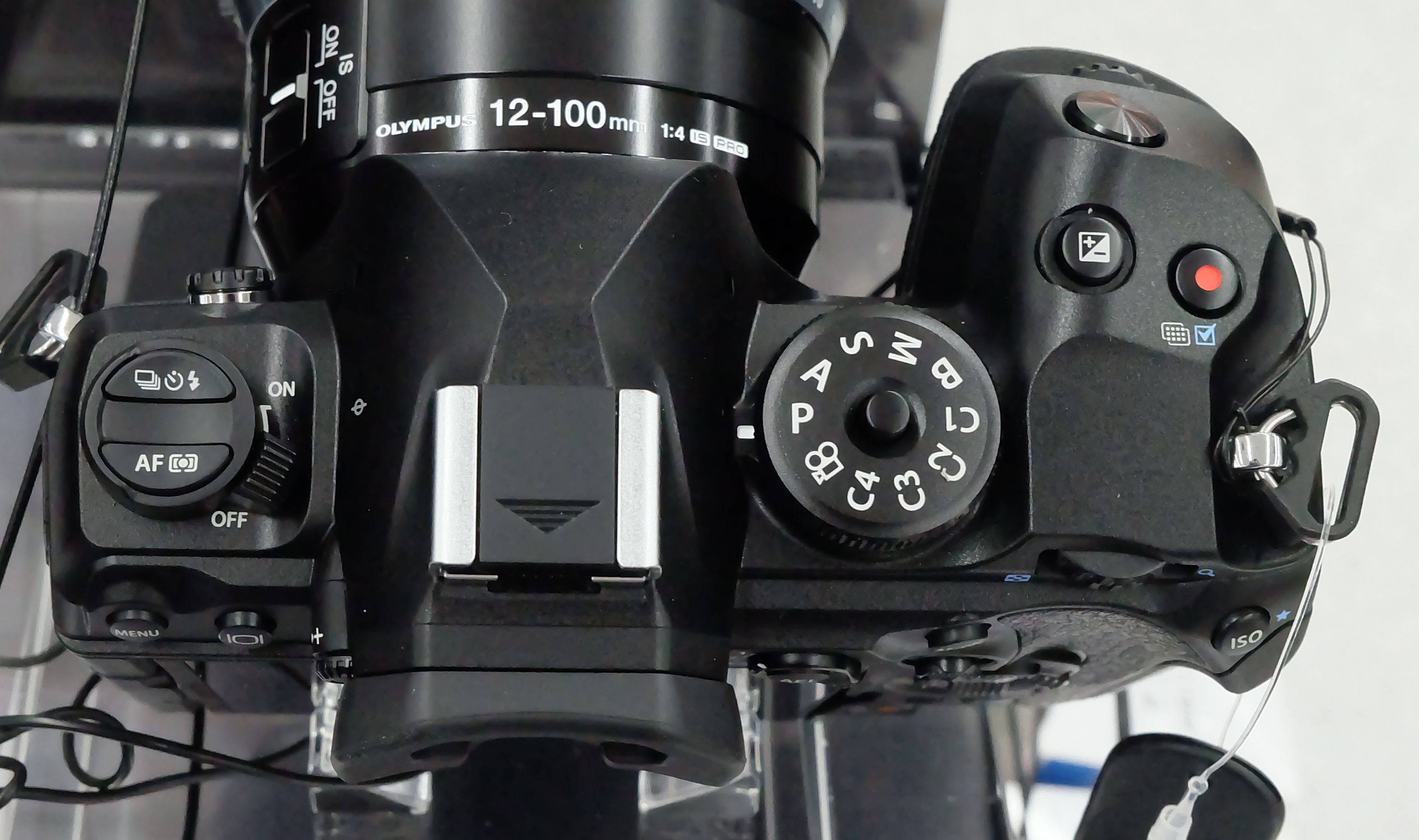
OM System OM-1, вид сверху
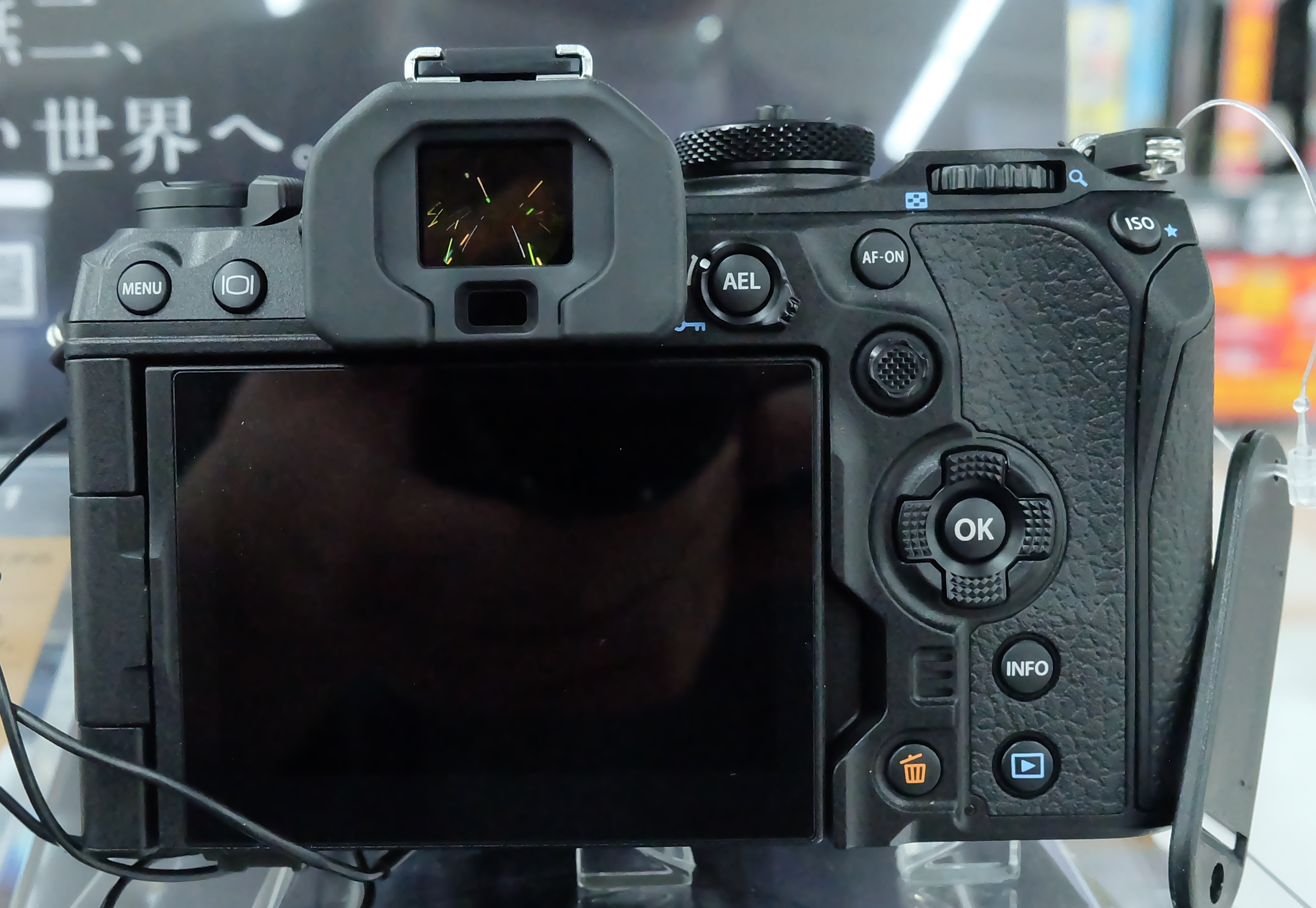
OM System OM-1, вид сзади
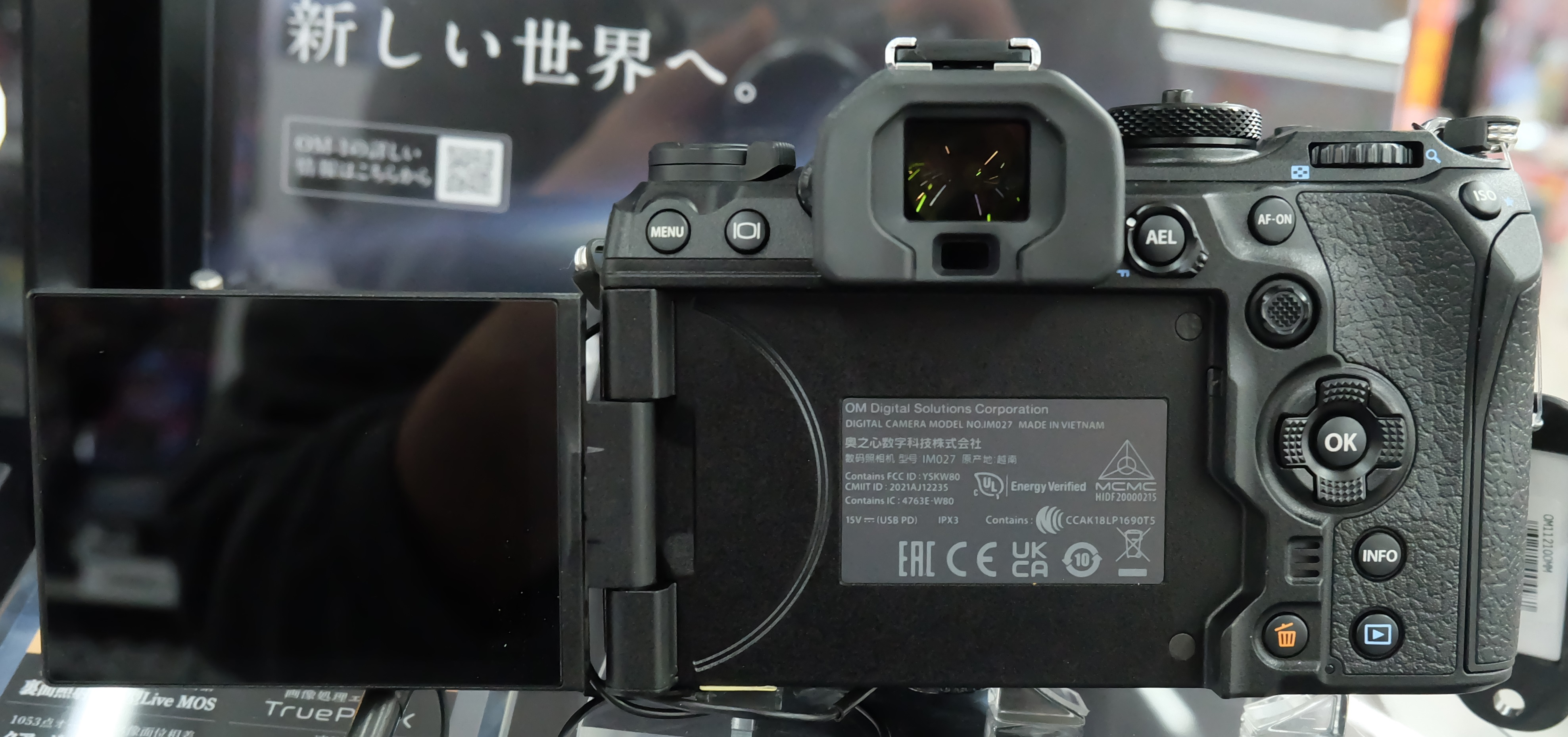
OM System OM-1, вид сзади с раскрытым поворотным экраном